# NGC 4816
NGC 4816 је елиптична галаксија у сазвежђу Береникина коса која се налази на NGC листи објеката дубоког неба.
Деклинација објекта је + 27° 44' 43" а ректасцензија 12h 56m 12,3s. Привидна величина (магнитуда) објекта NGC 4816 износи 12,9 а фотографска магнитуда 13,9. Налази се на удаљености од 94,383 милиона парсека од Сунца. NGC 4816 је још познат и под ознакама UGC 8057, MCG 5-31-10, CGCG 160-21, PGC 44114.